# Kitajska arhitektura
Kitajska arhitektura je utelešenje arhitekturnega sloga, ki se je skozi tisočletja razvijal na Kitajskem in je vplival na arhitekturo po vsej vzhodni Aziji. Od nastanka v zgodnjem antičnem obdobju so strukturna načela njene arhitekture ostala večinoma nespremenjena. Glavne spremembe so se nanašale na različne dekorativne detajle. Od dinastije Tang je imela kitajska arhitektura velik vpliv na arhitekturne sloge sosednjih vzhodnoazijskih držav, kot so Japonska, Koreja in Mongolija, poleg manjših vplivov na arhitekturo jugovzhodne in južne Azije, vključno z državami Malezija, Singapur, Indonezija, Vietnam, Šrilanka, Tajska, Laos, Kambodža in Filipini.
Za kitajsko arhitekturo je značilna bilateralna simetrija, uporaba zaprtih odprtih prostorov, feng šuj (npr. smerne hierarhije), horizontalni poudarek in aluzija na različne kozmološke, mitološke ali na splošno simbolne elemente. Kitajska arhitektura tradicionalno razvršča strukture glede na vrsto, od pagod do palač. Zaradi pogoste uporabe lesa, razmeroma pokvarljivega materiala, pa tudi zaradi redkih monumentalnih struktur, zgrajenih iz trajnejših materialov, veliko zgodovinskega znanja o kitajski arhitekturi izhaja iz ohranjenih miniaturnih modelov v keramiki ter objavljenih risb in specifikacij.
Nekateri vzorci kažejo vpliv slogov izven Kitajske, kot so vplivi na strukture mošej, ki izvirajo iz Bližnjega vzhoda. Čeprav obstajajo združevalni vidiki, se kitajska arhitektura zelo razlikuje glede na status ali pripadnost, na primer, ali so bile strukture zgrajene za cesarje, navadne ljudi ali za verske namene. Druge različice kitajske arhitekture so prikazane v ljudskih slogih, povezanih z različnimi geografskimi regijami in različnimi etničnimi dediščinami.
Kitajska arhitektura je stara toliko kot kitajska civilizacija. Iz vseh virov informacij – literarnih, grafičnih, zglednih – obstajajo trdni dokazi, ki pričajo o dejstvu, da so Kitajci vedno uživali avtohtoni sistem gradnje, ki je ohranil svoje glavne značilnosti od prazgodovine do danes. Na obsežnem območju od kitajskega Turkestana do Japonske, od Mandžurije do severne polovice Francoske Indokine prevladuje isti sistem gradnje; in to je bilo območje kitajskega kulturnega vpliva. Da se je ta sistem gradnje lahko ohranil več kot štiri tisoč let na tako obsežnem ozemlju in še vedno ostal živa arhitektura, ki je obdržala svoje glavne značilnosti kljub ponavljajočim se tujim vdorom – vojaškim, intelektualnim in duhovnim – je pojav, ki ga je mogoče primerjati le z kontinuiteto civilizacije, katere sestavni del je.— Liang Sicheng, 1984
Skozi 20. stoletje so kitajski arhitekti poskušali prenesti tradicionalne kitajske modele v moderno arhitekturo. Poleg tega pritisk za urbani razvoj po vsej Kitajski zahteva hitro gradnjo in večje razmerje tlorisne površine: tako je v mestih povpraševanje po tradicionalnih kitajskih stavbah (ki so običajno manj kot 3-nadstropne) upadlo v korist stolpnic. Vendar se tradicionalne veščine kitajske arhitekture, vključno z večjim in manjšim tesarstvom, zidarstvom in kamnoseštvom, uporabljajo pri gradnji ljudskee arhitekture na kitajskem podeželju.

## Zgodovina

### Neolitik in zgodnja antika
Kitajske civilizacije in kulture so se razvile v nižavju ob številnih kitajskih rekah, ki so se izlivale v Bohajsko morje in Zaliv Hangdžou. Najvidnejši od teh rek, Rumena reka in Jangce, sta gostili številne vasi. Podnebje je bilo toplejše in bolj vlažno kot danes, kar je omogočalo gojenje prosa na severu in riža na jugu. Vendar kitajska civilizacija nima enotnega 'izvora'. Namesto tega je med 4000 in 2000 pr. n. št. predstavljal postopen večjedrski razvoj – od vaških skupnosti do tega, kar antropologi imenujejo kulture, do držav.
Dve pomembnejši kulturi sta bili Kultura Hongshan (4700–2900 pr. n. št.) severno od zaliva Bohajskega morja v Notranji Mongoliji in provinci Hebej ter sočasna kultura Jangšao (5000–3000 pr. n. št.) v provinci Henan. Med obema in kasneje se je razvila kultura Longšan (3000–2000 pr. n. št.) v osrednji in spodnji dolini Rumene reke. Ta združena območja so do leta 3000 pr. n. št. povzročila na tisoče majhnih/protodržav. Nekatere so si delili skupno ritualno središče, ki jih je povezovalo z enim samim simbolnim redom, druge pa so se razvili bolj neodvisno. Pojav obzidanih mest v tem času je jasen pokazatelj, da je bila politična pokrajina pogosto nestabilna.
Kultura Hongšan v Notranji Mongoliji (je vzdolž rek Laoha, Jingdžin in Daling, ki se izlivajo v Bohajsko morje) je bila razpršena po velikem območju, vendar je imela en sam skupni ritualni center z najmanj 14 grobnimi gomilami in oltarji na več grebenih. Datirano je okoli 3500 pr. n. št. ali morda prej. Čeprav noben dokaz ne kaže na vaška naselja v bližini, je njegova velikost veliko večja, kot bi lahko podpiral en klan ali vas. Z drugimi besedami, čeprav bi se tam izvajali obredi za elite, veliko območje pomeni, da bi občinstvo obreda zajelo vse vasi Hongšana. Kot sveta pokrajina je središče morda privabljalo prosilce tudi od daleč.

### Cesarska arhitektura
Nekatere oblikovne značilnosti so bile rezervirane za cesarske stavbe. Med njimi so znameniti rumeni strešniki, ki jih je še danes mogoče videti na stavbah Prepovedanega mesta. Nebeški tempelj medtem uporablja modre opeke v prikimavanju svojemu imenu. Stene so običajno pobarvane v intenzivno škrlatno rdečo barvo, ki je po kitajskem verovanju barva zvezde Severnice. Strehe so običajno podprte z obsežnimi nosilnimi tramovi, značilnost, ki si jo cesarske stavbe delijo izključno z večjimi tempeljskimi kompleksi. Tradicionalno so bile cesarske stavbe vedno usmerjene z vhodom proti jugu. Simbol zmaja se pogosto pojavlja kot okras, na primer na špirovcih, stebrih in stebrih ter na vratih.
Veliko vlogo je odigrala tudi numerologija, predvsem »cesarska« številka 9, največja med števili: cesarska palača v Pekingu ima menda 9999 sob – eno manj kot palač v nebesih. Devet »džjan« 間 (prostor med štirimi stebri) je smelo imeti samo stavbe, namenjene cesarju in njegovi družini. Samo vrata, ki jih je uporabljal cesar, so smela imeti pet lokov - od katerih je bil srednji rezerviran za samega cesarja. Velik pomen so pripisovali tudi številnim »osem« v Prepovedanem mestu, ki niso le povezovale posameznih funkcionalnih elementov kompleksa, temveč so poskrbele, da je bilo območje jasno razdeljeno na območja cesarja, njegovih sorodnikov in konkubin kot služabnikov.

### Meščanska arhitektura
Tudi hiše navadnih ljudi, pa naj so bili mandarini, trgovci ali kmetje, so praviloma sledile ustaljenim vzorcem. V središču stavbe je bilo svetišče za čaščenje bogov in prednikov, kar je bilo še posebej pomembno v prazničnih dneh. Ob strani so bile spalnice njegovih staršev. V obeh zunanjih traktih, ki ju v kitajščini imenujejo »zmaji varuhi«, so bile sobe mlajših družinskih članov ter kuhinja in jedilnica. Včasih je bilo treba dodati dodatne pare kril, ko se je družina povečala. To je vodilo do kompleksov v obliki črke U, ki so bili - vsaj v gospodinjstvih trgovcev in mandarinov - pogosto zaprti z impresivnimi sprednjimi vrati.
Načini gradnje, predvsem etažnost, dimenzije in barve, so bili predpisani z zakonom glede na socialni status lastnika.

### Sakralna arhitektura
Budistična arhitektura na splošno sledi cesarskemu slogu. Velik budistični samostan je običajno niz dvoran in dvorišč, katerih oprema sledi določenim zavezujočim vzorcem. V prvi dvorani so običajno smejoči, trebušasti Buda Maitreja, general Veituo z mečem, zagovornik doktrine (Dharma), pa tudi strašljivi ogromni kipi štirih nebeških kraljev. V drugih dvoranah je ena ali več Budovih triad, ki jih pogosto spremlja 18 ali 500 Luohanov, včasih tudi ženska bodhisatva Guanjin, upodobljena s tisoč rokami.
Ob strani so prostori menihov in nun. Včasih imajo budistični samostani tudi pagodo, v kateri hranijo relikvije zgodovinskega Bude. Starejši primerki so običajno kvadratni, novejši pa osmerokotni. Posebno obliko religiozne arhitekture predstavljajo številne skalne strukture in kompleksi jamskih templjev, ki so bili v glavnem zgrajeni med 4. in 9. stoletjem našega štetja ob svilni poti (Jame Mogao pri Dunhuangu, Jame Jungang pri Datongu, Jame Longmen pri Luojangu itd.).

## Lastnosti

### Dvostranska simetrija
Pomembna značilnost kitajske arhitekture je poudarek na artikulaciji in dvostranski simetriji, ki tam pomeni ravnovesje. Te najdemo povsod v kitajski arhitekturi, od kompleksov palač do skromnih kmečkih hiš. Sekundarni elementi so nameščeni na obeh straneh glavnih struktur kot krila, da se ohrani splošna simetrija. Stavbe so običajno načrtovane tako, da vsebujejo sodo število stebrov, da se ustvari liho število odprtin (間). Postavitev glavnih vrat v sredinski obok ohranja simetrijo.
V nasprotju s stavbami so kitajski vrtovi po navadi asimetrični. Vrtovi so zasnovani tako, da zagotavljajo trajen pretok. Zasnova klasičnega kitajskega vrta temelji na ideologiji »Narava in človek v enem«, v nasprotju s samim domom, ki prikazuje človeško sfero, ki sobiva z naravo, vendar je ločena od narave. Namen je, da se ljudje počutijo obkrožene z naravo in v harmoniji z njo. Dva bistvena elementa vrta sta kamenje in voda. Kamni pomenijo iskanje nesmrtnosti, medtem ko voda predstavlja praznino in obstoj. Gora pripada jangu (statična lepota), voda pa jinu (dinamični čudež). Odvisni so drug od drugega in se dopolnjujejo.

### Ohišje
V večini kitajske arhitekture stavbe ali stavbni kompleksi obkrožajo odprte prostore. Ti zaprti prostori so v dveh oblikah:
- Dvorišče (院): Odprta dvorišča so običajna značilnost mnogih projektov. To je najbolje ponazorjeno v Sihejuanu: sestavljen je iz praznega prostora, obkroženega s stavbami, povezanimi med seboj neposredno ali prek verand.
- Nebesni vodnjak (天井): Čeprav so velika odprta dvorišča manj pogosta v južni kitajski arhitekturi, je koncept 'odprtega prostora', obdanega s stavbami, mogoče videti v južni gradbeni strukturi, znani kot nebesni vodnjak. Ta stavba je v bistvu razmeroma zaprto dvorišče, oblikovano iz presečišč tesno razporejenih stavb in ponuja majhno odprtino v nebo skozi strešni prostor.

Te ohišja pomagajo pri regulaciji temperature in prezračevanju. Severna dvorišča so običajno odprta in obrnjena proti jugu, da omogočajo največjo izpostavljenost oken in sten stavbe soncu, hkrati pa preprečujejo mrzle severne vetrove. Južni vodnjaki so razmeroma majhni in zbirajo deževnico s streh. Opravljajo enake naloge kot rimski impluvij, hkrati pa omejujejo količino sončne svetlobe, ki vstopi v stavbo. Nebesni vodnjaki prav tako odvajajo vroč zrak proti nebu, ki črpa hladen zrak iz nižjih območij in zunaj.
- Nebeški vodnjak v templju Fudžjan z zaprtimi dvoranami in oboki na štirih straneh.
- Tajvanska stavba iz sredine 20. stoletja v kolonialnem slogu z nebesnim vodnjakom.
- Zunanja stavba tulou obdaja manjšo okroglo stavbo, ki v središču zapira dvorano prednikov in dvorišče.
- Zemeljsko bivališče, ki obdaja podzemno dvorišče
- Ograjeno dvorišče na štirih straneh od Astor Courta v Metropolitanskem muzeju umetnosti v New Yorku, ZDA.

### Hierarhija
Predvidena hierarhija in pomen ter uporaba stavb v kitajski arhitekturi temelji na strogi umestitvi stavb v lastnino/kompleks. Stavbe z vrati, obrnjenimi proti sprednjemu delu nepremičnine, veljajo za pomembnejše od tistih, ki gledajo na stran. Stavbe, obrnjene stran od sprednje strani, so najmanj pomembne.
Stavbe, obrnjene proti jugu v zadnjem delu, in bolj zasebna območja z večjo izpostavljenostjo sončni svetlobi so bolj cenjena in rezervirana za starejše ali plošče prednikov. Stavbe, obrnjene proti vzhodu in zahodu, so na splošno namenjene mlajšim članom ali vejam družine, medtem ko so stavbe v bližini sprednje strani običajno namenjene služabnikom in najetim pomočnikom.
Stavbe, obrnjene na sprednjo stran, v zadnjem delu posesti se uporabljajo za slavnostne obrede ter za postavitev dvoran prednikov in plošč. V kompleksih z več dvorišči se osrednja dvorišča in pripadajoče stavbe štejejo za pomembnejša od obrobnih, slednja so običajno za skladišča, sobe za služabnike ali kuhinje.

### Horizontalni poudarek
Klasične kitajske stavbe, še posebej tiste premožnih, so zgrajene s poudarkom na širini in manj na višini, imajo zaprto težko ploščad in veliko streho, ki lebdi nad to bazo, pri čemer so navpične stene nepoudarjene. Stavbe, ki so bile previsoke in velike, so veljale za grde, zato so se jih na splošno izogibali. Kitajska arhitektura poudarja vizualni učinek širine stavb in uporablja čisto velikost, da vzbuja strahospoštovanje. Ta prednost je v nasprotju z zahodno arhitekturo, ki teži k poudarjanju višine in globine. To je pogosto pomenilo, da so se pagode dvigale nad drugimi stavbami.
Dvorane in palače v Prepovedanem mestu imajo precej nizke strope v primerjavi z enakovrednimi veličastnimi stavbami na Zahodu, vendar njihov zunanji videz nakazuje vseobsegajočo naravo cesarske Kitajske. Te ideje so našle pot v moderno zahodno arhitekturo, na primer z delom Jørna Utzona.

### Kozmološki koncepti
Kitajska arhitektura je za organizacijo gradnje in postavitve uporabljala koncepte kitajske kozmologije, kot sta feng šuj (geomantija) in taoizem. Te vključujejo:
- Zaščitne stene proti glavnemu vhodu, kar izhaja iz prepričanja, da zle stvari potujejo v ravnih črtah.
- Talismani in podobe sreče:
  - Vratni bogovi, prikazani na vratih, da bi odganjali zlo in spodbujali srečo
  - Tri antropomorfne figure, ki predstavljajo zvezde Fu Lu Šou (kitajsko: 福祿壽 fú-lù-shòu), so vidno prikazane, včasih z izjavo »tri zvezde so prisotne« (kitajsko: 三星宅 sān-xīng-zhài)
  - Živali in sadje, ki simbolizirajo srečo in blaginjo, kot so netopirji in granatna jabolka. Asociacije pogosto potekajo z rebusi.
- Usmerjanje konstrukcije s hrbtom proti dvignjeni pokrajini in postavitev vode spredaj.
- Ribniki, bazeni, vodnjaki in drugi vodni viri so vgrajeni v strukturo.
- Poravnava stavbe vzdolž osi sever–jug, tako da je stavba obrnjena proti jugu (na severu, kjer je veter pozimi najhladnejši). Obe strani sta obrnjeni proti vzhodu oziroma zahodu. Zadnja stran konstrukcije je na splošno brez oken.

Uporaba določenih barv, števil in kardinalnih smeri je odražala vero v vrsto imanence, kjer je narava stvari lahko v celoti vsebovana v njeni lastni obliki.
Peking in Čangan sta primera tradicionalnega kitajskega mestnega načrtovanja, ki predstavljata te kozmološke koncepte.

## Gradnja

### Materiali in zgodovina
Les se je običajno uporabljal kot primarni gradbeni material. Tudi kitajska kultura meni, da je življenje povezano z naravo in da bi morali ljudje komunicirati z animiranimi stvarmi. Nasprotno pa je bil kamen povezan z domovi mrtvih. Vendar pa so lesene konstrukcije za razliko od drugih gradbenih materialov manj trpežne. Pagoda Songjue (zgrajena leta 523) je najstarejša obstoječa pagoda na Kitajskem; njena uporaba opeke namesto lesa ji je omogočila, da je zdržala skozi stoletja. Od dinastije Tang (618–907) naprej je arhitektura iz opeke in kamna postopoma postala pogostejša. Najzgodnejše primere tega prehoda lahko vidimo v gradbenih projektih, kot je most Andži, dokončan leta 605, ali pagoda Šumi, zgrajena leta 636. Nekaj arhitekture iz kamna in opeke je bilo uporabljenih v arhitekturi podzemnih grobnic zgodnejših dinastij.
V zgodnjem 20. stoletju še vedno ni bilo znanih lesenih stavb iz dinastije Tang; najstarejša doslej odkrita je bila najdba paviljona Guanjin v samostanu Dule iz leta 984 iz leta 984 v času dinastije Song. Kasnejši arhitekturni zgodovinarji Liang Sičeng, Lin Huijin, Mo Zongdžjang so odkrili, da je Velika vzhodna dvorana templja Foguang na gori Vutai v Šanšiju iz leta 857. Pritličje te samostanske dvorane meri 34 krat 17,66 m. Glavna dvorana bližnjega templja Nanan na gori Vutai je bila pozneje datirana v leto 782. Do 21. stoletja so našli šest lesenih stavb iz obdobja Tang. Najstarejša nedotaknjena popolnoma lesena pagoda je pagoda templja Fogong iz dinastije Liao, ki je v okrožju Jing v Šanšiju. Medtem ko ima vzhodna dvorana templja Foguang sedem vrst nosilnih ročic, jih ima pagoda templja Fogong iz 11. stoletja štiriinpetdeset.
Najzgodnejši zidovi in ploščadi so uporabljali gradnjo z nabito zemljo. Starodavni odseki Velikega kitajskega zidu so bili zgrajeni iz opeke in kamna, čeprav je zid, ki ga vidimo danes, prenova dinastije Ming.
Stavbe za javno uporabo in za elite so bile običajno sestavljene iz zemlje, pomešane z opeko ali kamni na dvignjenih ploščadih, kar jim je omogočalo preživetje. Najzgodnejša tovrstna gradnja je bila v času dinastije Šang (okoli 1600–1046 pr. n. št.).

### Struktura
- Izdelava vdolbin in čepov veznih tramov in prečnih tramov iz Li Jiejevega gradbenega priročnika Jingdzao Faši, natisnjenega leta 1103: 2 razmazi
- Izdelava vdolbin in čepov veznih tramov in prečnih tramov iz Li Jiejevega gradbenega priročnika Jingdzao Faši, natisnjenega leta 1103: 1 razmaz
- Sedem oblik Han vaultinga. Preoblikoval Sijie Ren po Liu Dunzhenu
- Severna in zahodna stena, sprednja soba jame 9, ki prikazuje 'jonske' kapitele na severni steni, pozno 5. stoletje
- Paviljon znotraj vrta Džuodženg v Sudžovu, enega najlepših vrtov na Kitajskem
- Most Džaodžou, zgrajen od leta 595 do 605 v času dinastije Sui. Je najstarejši v celoti kamnit segmentni ločni most na svetu.

- Stropi: Oblika, ki je bila najbolj zanimiva, je bil angleški obok ali kupola. Strop je imel podobo ploščatih tramov, diagonalnih podpornih desk (šiečeng banliang), lomljenega klina z vstavljeno desko, pero in utor, banjastega ali kupolastega oboka. Večina te konstrukcije bi bila narejena iz lesa.
- Temelj: Večina stavb običajno uporablja dvignjene ploščadi (臺基) kot svoje temelje. Vertikalni konstrukcijski nosilci lahko slonijo na kamnitih podstavkih (柱础), ki občasno slonijo na pilotih. V gradbeništvu nižjega razreda so ploščadi zgrajene iz nabite zemlje, neutrjene ali tlakovane z opeko ali keramiko. V najpreprostejših primerih se v tla zabijejo vertikalni konstrukcijski nosilci. Konstrukcije višjih razredov običajno stojijo na dvignjenih, s kamnom tlakovanih nabitih zemeljskih ali kamnitih temeljih z okrašeno izklesanimi težkimi kamnitimi podstavki za podporo velikih navpičnih strukturnih nosilcev. Tramovi ostanejo na svojih podstavkih izključno zaradi trenja in teže gradbene konstrukcije.
- Uokvirjanje: leseno uokvirjanje iz 5. in 6. stoletja je očitno v jamskih templjih, kot so Mogao, Jungang, Maidžišan in Tianlongšan. Večina teh jam uporablja isto metodo: osemstranski stebri, kapiteli z dvema ploščama ter izmenične nosilne roke in opornike v obliki črke V. Ali so bile določene strukturne podpore vključene ali ne, je bilo v celoti odvisno od tega, kar so izbrali obrtniki. Za temi dizajni ni bilo nobenih simboličnih pomenov.
- Konstrukcijski nosilci: veliki konstrukcijski tramovi podpirajo streho. Za nosilne stebre in stranske tramove se uporablja les, običajno velike klesane hlode. Ti nosilci so med seboj povezani direktno ali pa pri večjih in višjih objektih zvezani s pomočjo konzol. Ti strukturni tramovi so na vidnem mestu v končanih strukturah. Ni dokončno znano, kako so starodavni gradbeniki dvignili stebre na svoje mesto.
- Konstrukcijske povezave: Leseni okvirji so običajno zgrajeni s stavbnim pohištvom in mozniki, redko z lepilom ali žeblji. Te vrste poltogih konstrukcijskih spojev omogočajo, da se lesena konstrukcija upira upogibanju in zvijanju pri močnem stiskanju. Strukturna stabilnost je povečana z uporabo težkih tramov in streh. Pomanjkanje lepila ali žebljev v stavbnem pohištvu, uporaba netoge podpore, kot je dougong in uporaba lesa kot strukturnih elementov omogočajo stavbam drsenje, upogibanje in zvijanje, medtem ko absorbirajo udarce, vibracije in premike tal zaradi potresov brez velike škode. Bogati so okrasili dougong z dragocenimi materiali, da bi pokazali svoje bogastvo. Preprosti ljudje so uporabljali umetnine, da bi izrazili svojo hvaležnost hiši.[27]
- Stene: kurtine ali vratne plošče označujejo prostore ali zapirajo stavbo, s splošnim zmanjšanjem poudarka nosilnih sten v večini gradenj višjega razreda. Kasnejše dinastije pa so se soočile s pomanjkanjem dreves, kar je vodilo v uporabo nosilnih zidov v nevladnih ali verskih stavbah, izdelanih iz opeke in kamna.
- Strehe: ravne strehe so redke, dvokapne pa vseprisotne. Strehe so bodisi zgrajene na strešnih prečnih nosilcih bodisi neposredno slonijo na vertikalnih konstrukcijskih nosilcih. Pri gradnji višjega razreda so strešni nosilci podprti s kompleksnimi sistemi dougong nosilcev, ki jih posredno povezujejo s primarnimi konstrukcijskimi nosilci. Tri glavne vrste streh so:
  - Ravni naklon: Strehe z enim naklonom. Ti so najbolj ekonomični in so najbolj razširjeni v običajnih strukturah.
  - Več naklonov: Strehe z 2 ali več naklonskimi deli. Te strehe se uporabljajo pri gradnji višjih razredov.
  - Strehe z nagibno krivino, ki se dviga na vogalih. Ta vrsta je običajno rezervirana za templje in palače, čeprav jo lahko najdemo tudi v domovih premožnih. V prvih primerih so slemena streh običajno zelo okrašena s keramičnimi figuricami.
- Vrh strehe: vrh strehe velike dvorane je običajno pokrit s slemenom ploščic in kipov za dekorativne namene, pa tudi za obtežitev ploščic za stabilnost. Ti grebeni so pogosto dobro okrašeni, zlasti za verske ali palačne strukture. V nekaterih regijah so grebeni včasih razširjeni ali vgrajeni v stene stavbe, da tvorijo matoučjang (stene v obliki konjskih glav), ki so služile kot odvračalo ognja od plavajoče žerjavice.
- Strešni okraski: simboliko lahko najdemo v barvah napuščev, strešnih kritin in strešnih dekoracij. Zlata/rumena je ugodna (dobra) barva, cesarske strehe so zlate ali rumene. Zelene strehe simbolizirajo bambusove gredi, ki predstavljajo mladost in dolgoživost.[28]
- Vzorci, okrasje, obdelava in okraski: vsi podpisi segajo v kitajsko arhitekturo iz 5. in 6. stoletja. Mnogi jamski templji dokazujejo takšno prakso. Študije ugotavljajo, da so se nekateri vzorci pogosto ponavljali na različnih lokacijah v različnih dinastijah. Ugotovljeno je bilo tudi, da so modeli, najdeni v zahodno-azijski umetnosti, potovali do vzorcev, najdenih v kitajskem lesu.[29]

## Izrazi
Kitajske klasifikacije za arhitekturo vključujejo:
- 亭 (kitajsko: 亭; pinjin: Tíng) ting (kitajski paviljoni)
- 臺 (poenostavljeno kitajsko: 台; tradicionalno kitajsko: 臺; pinjin: Taí) tai (terase)
- 樓 (poenostavljeno kitajsko: 楼; tradicionalno kitajsko: 樓; pinjin: Lóu) lou (večnadstropne zgradbe)
- 閣 (poenostavljeno kitajsko: 阁; tradicionalno kitajsko: 閣; pinjin: Gé) ge (dvonadstropni paviljoni)
- 軒 (轩) šuan (verande z okni)
- 塔 ta (kitajske pagode)
- 榭 šje (paviljoni ali hiše na terasah)
- 屋 vu (Sobe ob pokritih hodnikih)
- 斗拱 (kitajsko: 斗拱; pinjin: Dǒugǒng) dougong prepleteni leseni nosilci, ki se pogosto uporabljajo v skupinah za podporo streh in dodajanje okraskov
- 藻井 Kasetni kupolasti ali kasetiran strop
- 宮 (poenostavljeno kitajsko: 宫; tradicionalno kitajsko: 宮; pinjin: Gōng) palače, večje stavbe, ki se uporabljajo kot cesarske rezidence, templji ali središča kulturnih dejavnosti

## Regionalne posebnosti
Kitajska arhitektura se je po regijah razlikovala. Nekaj bolj opaznih regionalnih slogov vključuje:

### Arhitektura v slogu Hui
Arhitektura Huidžou je eden izmed tradicionalnih kitajskih arhitekturnih slogov, ki je prevladoval predvsem v zgodovinski prefekturi Huidžou v Anhuiju kot kritični element kulture Huidžou. Arhitektura uporablja opeko, les in kamen kot surovine, lesene okvirje kot pomembne strukture. Nosilna konstrukcija je leseni tram, parapetni zidovi pa iz opeke, kamenja in zemlje. Osrednji prostor krasijo poslikani tramovi, kiparska streha in izrezljani napušči s strešnimi okni. Tehnične lastnosti in slog arhitekture v slogu Hui se v glavnem pojavljajo v stanovanjskih hišah, templjih prednikov, hišah z vrtovi, obokih, spominskih vratih in vrtovih. Arhitektura odraža gorate značilnosti območja in geomantično znamenje tradicionalnih kitajskih religij.

### Arhitektura Šanši
Šanši ohranja najstarejše lesene strukture na Kitajskem iz dinastije Tang, vključno s templjem Foguang in Nančan. Jame Jungang v Datongu in številni budistični templji na sveti gori Vutai ponazarjajo kitajsko versko arhitekturo. Družinski kompleksi Šanši so reprezentativni za ljudsko arhitekturo na severu Kitajske. V gorskih območjih Šanši je jaodong vrsta zemeljskega zatočišča, ki ga običajno najdemo.
- Jame Jungang (云冈石窟), Datong
- Templji na gori Vutai (五台山)
- Velika vzhodna dvorana templja Foguang (佛光寺东大殿), na gori Vutai
- Ptičji pogled na tempelj Zunšeng (尊胜寺) na gori Vutai
- Tempelj boginje Džinci (晋祠圣母殿), Taijuan
- Mestno obzidje (平遥)
- Tržna ulica v starodavnem mestu Pingjao
- Družinski kompleks Vang (王家大院), v Lingšiju
- Družinsko naselje Čiao (乔家大院), sodišče Džingji v okrožju Či
- Družinski studii Čang, Juci
- Jaodong (窑洞) v okrožju Lingši (灵石), Šanši

### Lingnanska (kantonska) arhitektura
Klasična arhitektura Lingnan se uporablja predvsem v Guangdongu in vzhodni polovici Guangšija. Znan je po uporabi rezbarij in skulptur za okrasje, zelene opeke, balkonov, "hladnih uličic", "ozkih vrat" in številnih drugih lastnostih, ki se prilagajajo subtropskemu območju.
- Dvorana prednikov Ho v Panju, Guangdžov; zgrajena v 14. stoletju, uporablja način vrat – druga vrata za glavnimi, ki so povezana s kantonsko kulturo feng šuj.
- Akademija Čan Clan v mestu Guangzhou se pogosto navaja kot reprezentativen primer arhitekture Lingnan.
- Hladna ulica v Čan Clan Academy; v naslednjo ulico vodijo 'ozka vrata'
- Spomenik v čast kantonskemu ljudskemu junaku Vong Fei-hungu v Fošanu
- Večina Hongkongžanov je kantonskega izvora. Tako ima Hongkong seveda veliko stavb v klasičnem slogu Lingnan. Na sliki je tempelj Mazu v Šek Pai Vanu v Hongkongu.

### Arhitektura Minan (Hokien)
Arhitektura Minan ali arhitektura Hokien se nanaša na arhitekturni slog ljudstva Hoklo, kitajske skupine Han, ki je prevladujoča demografska skupina južnega Fudžiana in Tajvana. Ta slog je znan po uporabi lastovičjih streh (močno okrašenih navzgor ukrivljenih strešnih grebenov) in »rezanih porcelanskih rezbarij« za okraske. Streha v obliki lastovičjega repa je značilnost hokienske arhitekture, ki se običajno uporablja za verske stavbe, kot so svetišča in templji, pa tudi v bivališčih. V arhitekturi Hokiena prevladujejo okraski iz rezbarij naravnih elementov, kot so rastline in živali, ali figure iz kitajske mitologije.
- Tempelj Nanputuo, Šjamen
- Izrezani okraski iz porcelana nad glavnimi vrati templja prednikov Nanfeng
- Tempelj Mazu v mestu Čiaji na Tajvanu
- Svetišče Tudigonga, taoističnega zemeljskega božanstva, v Kaohsiungu na Tajvanu; je primer manj kričeče lastovičje strehe
- Sprednji vhod v tempelj Thian Hock Keng, Singapur

### Arhitektura Teočev
Arhitektura Teočev je arhitekturni slog ljudstva Teočev, ki prihaja iz regije Čaošan v provinci Guangdong. Arhitektura je kategorizirana po svojih »kodrastih travnatih strehah« (z grebeni, ki se ukrivljajo v zanko) in lesenih rezbarijah ter si deli tradicijo »rezanega porcelana« s tesno povezanimi ljudmi Hokien.
- Tempelj Kaijuan, Čaodžov
- empelj Mazu v Dahao
- Lesene rezbarije na templju prednikov v Čaodžovu
- Vat Mangkon Kamalavat, tempelj v slogu Teočev v kitajski četrti Bangkoka; večina tajsko-kitajcev je po rodu Teočev
- Tempelj Jueh Hai Čing, najstarejši tempelj Teočev v Singapurju

### Haka arhitektura
Ljudstvo Haka je znano po gradnji značilnih obzidanih vasi, da bi se zaščitili pred klanskimi vojnami.

### Gan arhitektura
Kitajsko govoreča provinca Gan Džiangši uporablja opeko, les in kamne kot materiale, predvsem z lesenimi okvirji.
- Konfucijanska akademija v Fudžouju
- Avtohtona arhitektura Džjangšija – vas Liukeng
- Pai tau uk (牌頭屋) v Nančangu, Džjangši
- Rezidenca v okrožju Džinši, Fudžou.

### Sui arhitektura
V obdobju Sui v 7. stoletju so bile strukture izrezljane v gorah Hebej. Te strukture so imele štirikotni tloris z namenom kubične notranjosti. Notranji stebri bi bili osmerokotni. Druga značilnost je vključevala večplastna okna. Poleg tega so imeli predsobe, ki so bile majhne budistične jame.[28]

### Arhitektura Jaodong
Kitajsko kulturno območje Džin v Šanšiju in severnem Šaanšiju je znano po tem, da so hiše vklesane v pobočja gora. Mehka kamnina puhlične planote v tej regiji je odličen izolacijski material.

### Tibetanska arhitektura
Arhitektura Tibeta vsebuje kitajske in indijske vplive, vendar ima veliko edinstvenih značilnosti, ki jih je povzročila njena prilagoditev na hladno, na splošno sušno podnebje na visoki nadmorski višini Tibetanske planote. Stavbe so običajno narejene iz lokalno dostopnih gradbenih materialov in so pogosto okrašene s simboli tibetanskega budizma. Zasebni domovi imajo na primer na strehah pogosto budistične molitvene zastave.
Verske strukture delimo na dve glavni vrsti: templje, ki se uporabljajo za verske obrede in bogoslužje; in stupe (čorten), ki so relikviariji in simboli. Templji (gompe) so v zelo različnih slogih, ki na splošno odražajo lokalne arhitekturne tradicije. Zasnova tibetanskih čortenov je lahko različna, od okroglih sten v Khamu do kvadratastih, štiristranih sten v Ladaku. V nekaj regijah, zlasti v okrožju Danba, je mogoče videti visoke in impresivne kamnite stolpe, mnoge stare več kot stoletje.
Posvetne strukture v Tibetu vključujejo zasebne domove, več družinska stanovanja in trgovine. Nekatere pastirske družine živijo v šotorih del leta, čeprav ljudje, ki živijo v šotorih vse leto, postajajo redki zaradi vladnih programov, ki spodbujajo (ali zahtevajo) od pastirjev, da se preselijo v stalno bivališče. Dvorci, ki so pred letom 1949 pripadali tibetanski aristokraciji, so skoraj izginili s Tibetanske planote; vendar je bil obnovljen vsaj eden, dvorec Namseling v okrožju Dranang v prefekturi Lhoka, ki izvira iz 14. stoletja.
Običajno so tibetanske strukture zgrajene iz naravnih materialov, kot so kamen, glina in les. Od leta 1980 se uporablja tudi beton, vendar zaenkrat še ni razširjen. Najbolj zaželena gradbišča so na vzpetinah, obrnjenih proti jugu. Ravne strehe se uporabljajo v večini delov osrednje in zahodne tibetanske planote, kjer je padavin malo; vendar pa so na vzhodni Tibetanski planoti, kjer je poletno deževje močnejše, v nekaterih regijah priljubljene poševne strehe, pokrite s skrilavcem, skodlami ali (čedalje bolj) keramičnimi ploščicami. Na uspešnih kmetijskih območjih imajo lahko zasebne hiše do tri nadstropja. Na pastirskih območjih, kjer se lahko hiše uporabljajo le del leta, imajo običajno samo eno nadstropje.

### Arhitektura Šindžjanga
Na zgodnjo arhitekturo Šindžjanga so vplivale budistične, manihejske, sogdijske, ujgurske in kitajske kulturne skupine, najbolj vidni primeri vključujejo jamske templje Bezeklik; verske in stanovanjske zgradbe v Džjahoeju; ter templje in svetišča v Gaočangu.

#### islamska arhitektura
Prvi muslimani so prišli v Šindžjang v 8. ali 9. stoletju našega štetja, vendar so postali pomembno prisotni šele med dinastijo Juan.
Islam je prišel v provinco Hami v vzhodnem Šindžjangu ob koncu 14. stoletja in prva mošeja v provinci je bila zgrajena leta 1490, z desetimi generacijami muslimanskih kraljev Hamija, pokopanih v kompleksu od 1690 do 1932. Kompleks mavzoleja Hami je bil zgrajen leta 1840 – grobnica kralja Bošierja je najvidnejša značilnost kompleksa, ki je bila zgrajena po muslimanskem uporu leta 1867.
Minaret Emin (ali Sugongta) iz blatne opeke v provinci Turpan je visok 44 metrov in je najvišji minaret na Kitajskem. Stolp je okrašen s šestnajstimi vzorci na zunanjosti, s teksturiranimi opekami, vklesanimi v zapletene, ponavljajoče se geometrijske in cvetlične mozaične vzorce, kot so stilizirane rože in rombi. Minaret so začeli graditi leta 1777 med vladavino cesarja Čjanlonga (vladal 1735–1796) in je bil dokončan le eno leto pozneje.
- Minaret Emin
- Minaret Emin (detajl)
- Jame Bezeklik
- Gaočang
- Mošeja v muslimanskem okrožju Hami, Šindžjang, 1875
- Mavzolej kralja Bošjerja v Hamiju, zgrajen 1867-68

### Drugo
Drugi regionalni slogi vključujejo hutong, ki ga najdemo na severu Kitajske, Longtang in Šikumen iz haipajske (šanghajske) arhitekture.
- Vhod v rezidenco v hutongu
- Šikumen v stezah Šintiandi v Šanghaju
- Veliki zid Či v Šandongu
- Slamnata hiška Du Fu v Sečuanu
- Džinci v kitajsko govoreči provinci Džin Šanši